# Fox Broadcasting Company
Fox (Fox Broadcasting Company) – amerykańska sieć telewizyjna, nadająca od 9 października 1986 roku. Jest częścią firmy Fox Corporation.

## Ramówka FOX na sezon 2009–2010
Stacja FOX ogłosiła swoją ramówkę na sezon 2009–2010 roku.
|              | 20:00                                      | 20:30                                      | 21:00                                 | 21:30                                 |
| ------------ | ------------------------------------------ | ------------------------------------------ | ------------------------------------- | ------------------------------------- |
| Poniedziałek | Dr House                                   | Dr House                                   | Magia kłamstwa/ 24 godziny            | Magia kłamstwa/ 24 godziny            |
| Wtorek       | So You Think You Can Dance/ American Idol  | So You Think You Can Dance/ American Idol  | So You Think You Can Dance/ Glee      | So You Think You Can Dance/ Glee      |
| Środa        | So You Think You Can Dance/ Człowiek – cel | So You Think You Can Dance/ Człowiek – cel | Glee/ American Idol                   | Glee/ American Idol                   |
| Czwartek     | Kości                                      | Kości                                      | Fringe: Na granicy światów/ Past Life | Fringe: Na granicy światów/ Past Life |
| Piątek       | Brothers                                   | Dopóki śmierć nas nie rozłączy             | Dollhouse                             | Dollhouse                             |
| Niedziela    | Simpsonowie                                | The Cleveland Show                         | Głowa rodziny                         | Amerykański tata / Sons of Tucson     |

## Ramówka FOX na sezon 2010–2011
Stacja FOX ogłosiła swoją ramówkę na sezon 2010–2011 roku.
|              | 20:00                          | 20:30                             | 21:00                                      | 21:30                                      |
| ------------ | ------------------------------ | --------------------------------- | ------------------------------------------ | ------------------------------------------ |
| Poniedziałek | Dr House                       | Dr House                          | Lone Star/ Magia kłamstwa The Chicago Code | Lone Star/ Magia kłamstwa The Chicago Code |
| Wtorek       | Glee/ American Idol            | Glee/ American Idol               | Dorastająca nadzieja                       | Mój najlepszy wróg/ Traffic Light          |
| Środa        | Hell’s Kitchen / American Idol | Hell’s Kitchen / American Idol    | Hell’s Kitchen / American Idol Breaking In | Hell’s Kitchen / American Idol Breaking In |
| Czwartek     | Kości/ American Idol           | Kości/ American Idol              | Fringe: Na granicy światów/ Kości          | Fringe: Na granicy światów/ Kości          |
| Piątek       | Kuchenne koszmary              | Kuchenne koszmary                 | The Good Guys / Fringe: Na granicy światów | The Good Guys / Fringe: Na granicy światów |
| Niedziela    | Simpsonowie                    | The Cleveland Show/ Bob’s Burgers | Głowa rodziny                              | Amerykański tata                           |

## Ramówka FOX na sezon 2011–2012
Stacja FOX ogłosiła swoją ramówkę na sezon 2011–2012 roku.
|              | 20:00                                                      | 20:30                                                      | 21:00                                          | 21:30                                          |
| ------------ | ---------------------------------------------------------- | ---------------------------------------------------------- | ---------------------------------------------- | ---------------------------------------------- |
| Poniedziałek | Terra Nova/ Dr House / Kości                               | Terra Nova/ Dr House / Kości                               | Dr House/ Alcatraz                             | Dr House/ Alcatraz                             |
| Wtorek       | Glee/ Dorastająca nadzieja i Jak ja nie znoszę mojej córki | Glee/ Dorastająca nadzieja i Jak ja nie znoszę mojej córki | Jess i chłopaki                                | Dorastająca nadzieja/ Breaking In              |
| Środa        | X Factor/ X Factor / American Idol                         | X Factor/ X Factor / American Idol                         | X Factor/ Mobbed                               | Jak ja nie znoszę mojej córki Mobbed           |
| Czwartek     | X Factor / American Idol                                   | X Factor / American Idol                                   | Kości/ The Finder / Touch (serial telewizyjny) | Kości/ The Finder / Touch (serial telewizyjny) |
| Piątek       | Kuchenne koszmary/ The Finder                              | Kuchenne koszmary/ The Finder                              | Fringe: Na granicy światów                     | Fringe: Na granicy światów                     |
| Niedziela    | Simpsonowie                                                | Allen Gregory Napoleon Dynamite/ Bob’s Burgers             | Głowa rodziny                                  | Amerykański tata                               |

## Ramówka FOX na sezon 2012–2013
Stacja FOX ogłosiła swoją ramówkę na sezon 2012–2013 roku.
|              | 20:00                                | 20:30                             | 21:00                            | 21:30                            |
| ------------ | ------------------------------------ | --------------------------------- | -------------------------------- | -------------------------------- |
| Poniedziałek | Kości                                | Kości                             | Lekarz mafii/ The Following      | Lekarz mafii/ The Following      |
| Wtorek       | Dorastająca nadzieja/ Hell’s Kitchen | Ben i Kate/ Hell’s Kitchen        | Jess i chłopaki                  | Świat według Mindy               |
| Środa        | X Factor / American Idol             | X Factor / American Idol          | X Factor / American Idol         | X Factor / American Idol         |
| Czwartek     | X Factor (jesień) / American Idol    | X Factor (jesień) / American Idol | Glee                             | Glee                             |
| Piątek       | Kuchenne koszmary                    | Kuchenne koszmary                 | Fringe: Na granicy światów Touch | Fringe: Na granicy światów Touch |
| Niedziela    | Simpsonowie                          | Bob’s Burgers                     | Głowa rodziny                    | Amerykański tata                 |

## Ramówka FOX na sezon 2013–2014
Stacja FOX ogłosiła swoją ramówkę na sezon 2013–2014 roku.
|              | 20:00                                          | 20:30                                          | 21:00                              | 21:30                              |
| ------------ | ---------------------------------------------- | ---------------------------------------------- | ---------------------------------- | ---------------------------------- |
| Poniedziałek | Kości (jesień) / Almost Human (późna jesień)   | Kości (jesień) / Almost Human (późna jesień)   | Jeździec bez głowy / The Following | Jeździec bez głowy / The Following |
| Wtorek       | Ojcowie                                        | Brooklyn 9-9                                   | Jess i chłopaki                    | Świat według Mindy                 |
| Środa        | X Factor (jesień) / American Idol              | X Factor (jesień) / American Idol              | X Factor (jesień) / American Idol  | X Factor (jesień) / American Idol  |
| Czwartek     | X Factor (jesień) / Idol (program telewizyjny) | X Factor (jesień) / Idol (program telewizyjny) | Glee (jesień) / Rake               | Glee (jesień) / Rake               |
| Piątek       | Masterchef Junior (jesień) / Kości             | Masterchef Junior (jesień) / Kości             | Dorastająca nadzieja               | Enlisted                           |
| Niedziela    | Simpsonowie                                    | Bob’s Burgers                                  | Głowa rodziny                      | Amerykański tata                   |

## Ramówka FOX na sezon 2014–2015
Stacja FOX ogłosiła swoją ramówkę na sezon 2014–2015 roku.
|              | 20:00                 | 20:30                 | 21:00                    | 21:30                    |
| ------------ | --------------------- | --------------------- | ------------------------ | ------------------------ |
| Poniedziałek | Gotham                | Gotham                | Jeździec bez głowy       | Jeździec bez głowy       |
| Wtorek       | Utopia (reality show) | Utopia (reality show) | Jess i chłopaki          | Świat według Mindy       |
| Środa        | Hell’s Kitchen        | Hell’s Kitchen        | Bractwo czerwonej opaski | Bractwo czerwonej opaski |
| Czwartek     | Kości                 | Kości                 | Gracepoint               | Gracepoint               |
| Piątek       | Masterchef Junior     | Masterchef Junior     | Utopia (reality show)    | Utopia (reality show)    |
| Niedziela    | Simpsonowie           | Brooklyn 9-9          | Głowa rodziny            | Mulaney                  |

Seriale przewidziane na midseason

- Backstrom
- Imperium
- Miasteczko Wayward Pines
- The Following
- Glee
- Bordertown
- The Last Man on Earth
- Weird Loners

## Ramówka FOX na sezon 2015–2016
Stacja FOX ogłosiła swoją ramówkę na sezon 2015–2016 roku.
|              | 20:00               | 20:30             | 21:00              | 21:30                 |
| ------------ | ------------------- | ----------------- | ------------------ | --------------------- |
| Poniedziałek | Gotham              | Gotham            | Raport mniejszości | Raport mniejszości    |
| Wtorek       | Dziadek z przypadku | Prawomocny        | Królowe krzyku     | Królowe krzyku        |
| Środa        | Rosewood            | Rosewood          | Imperium           | Imperium              |
| Czwartek     | Kości               | Kości             | Jeździec bez głowy | Jeździec bez głowy    |
| Piątek       | Masterchef Junior   | Masterchef Junior | World’s Funniest   | World’s Funniest      |
| Niedziela    | Simpsonowie         | Brooklyn 9-9      | Głowa rodziny      | The Last Man on Earth |

Seriale przewidziane na midseason

- Z Archiwum X
- Jess i chłopaki
- Lucifer
- Drugie życie
- Życiowy nieporadnik Coopera Barretta
- Bordertown

## Ramówka FOX na sezon 2016–2017
Stacja FOX ogłosiła swoją ramówkę na sezon 2016–2017 roku.
|              | 20:00                            | 20:30                            | 21:00                                       | 21:30                                       |
| ------------ | -------------------------------- | -------------------------------- | ------------------------------------------- | ------------------------------------------- |
| Poniedziałek | Gotham 24: Legacy                | Gotham 24: Legacy                | Lucyfer APB                                 | Lucyfer APB                                 |
| Wtorek       | Brooklyn 9-9                     | Jess i chłopaki Cioteczka Mick   | Królowe krzyku Kicking & Screaming Zagrywka | Królowe krzyku Kicking & Screaming Zagrywka |
| Środa        | Zabójcza broń Shots Fired        | Zabójcza broń Shots Fired        | Imperium Star                               | Imperium Star                               |
| Czwartek     | Rosewood                         | Rosewood                         | Zagrywka Skazany na śmierć                  | Zagrywka Skazany na śmierć                  |
| Piątek       | Hell’s Kitchen MasterChef Junior | Hell’s Kitchen MasterChef Junior | Egzorcysta Jeździec bez głowy               | Egzorcysta Jeździec bez głowy               |
| Niedziela    | Simpsonowie                      | Syn Zorna Jak się robi historię  | Głowa rodziny                               | The Last Man on Earth                       |

- 24: Dziedzictwo
- APB
- Cioteczka Mick
- Kicking & Screaming
- Kości[52]
- Shots Fired
- Star
- Skazany na śmierć
- Jak się robi historię

## Ramówka FOX na sezon 2017–2018
15 maja 2017 roku, stacja FOX ogłosiła swoją ramówkę na sezon 2017–2018 roku.
|              | 20:00          | 20:30                  | 21:00                  | 21:30                  |
| ------------ | -------------- | ---------------------- | ---------------------- | ---------------------- |
| Poniedziałek | Lucyfer        | Lucyfer                | The Gifted: Naznaczeni | The Gifted: Naznaczeni |
| Wtorek       | Zabójcza broń  | Zabójcza broń          | Cioteczka Mick         | Brooklyn 9-9           |
| Środa        | Imperium       | Imperium               | Star                   | Star                   |
| Czwartek     | Gotham         | Gotham                 | Orville                | Orville                |
| Piątek       | Hell’s Kitchen | Hell’s Kitchen         | Egzorcysta             | Egzorcysta             |
| Niedziela    | Simpsonowie    | The Gifted: Naznaczeni | Głowa rodziny          | The Last Man on Earth  |

Seriale przewidziane na midseason

- Jess i chłopaki
- Z Archiwum X
- The Resident
- 9-1-1
- LA do Vegas

## Ramówka FOX na sezon 2018–2019
14 maja 2018 roku, stacja FOX ogłosiła swoją ramówkę na sezon 2018–2019 roku.
|              | 20:00                       | 20:30                              | 21:00          | 21:30          |
| ------------ | --------------------------- | ---------------------------------- | -------------- | -------------- |
| Poniedziałek | The Resident                | The Resident                       | 9-1-1          | 9-1-1          |
| Wtorek       | The Gifted: Naznaczeni      | The Gifted: Naznaczeni             | Zabójcza broń  | Zabójcza broń  |
| Środa        | Imperium                    | Imperium                           | Star           | Star           |
| Czwartek     |                             |                                    |                |                |
| Piątek       | Ostatni prawdziwy mężczyzna | The Cool Kids (serial telewizyjny) | Hell’s Kitchen | Hell’s Kitchen |
| Niedziela    | Simpsonowie                 | Bob’s Burgers                      | Głowa rodziny  | Rel            |

Seriale przewidziane na midseason

- Orville
- Gotham
- Dowód niewinności
- Przejście

## Ramówka FOX na sezon 2019–2020
13 maja 2019 roku, stacja FOX ogłosiła swoją ramówkę na sezon 2019–2020 roku.
|              | 20:00                | 20:30                | 21:00                | 21:30                |
| ------------ | -------------------- | -------------------- | -------------------- | -------------------- |
| Poniedziałek | 9-1-1                | 9-1-1                | Prodigal Son         | Prodigal Son         |
| Wtorek       | Imperium             | Imperium             | The Resident         | The Resident         |
| Środa        | The Masked Singer    | The Masked Singer    | Almost Family        | Almost Family        |
| Czwartek     |                      |                      |                      |                      |
| Piątek       | WWE’S Smackdown Live | WWE’S Smackdown Live | WWE’S Smackdown Live | WWE’S Smackdown Live |
| Niedziela    | Simpsonowie          | Bless The Harts      | Bob’s Burgers        | Głowa rodziny        |

Seriale przewidziane na midseason

- Orville
- Ostatni prawdziwy mężczyzna
- Filthy Rich
- Deputy
- neXt
- Genialne dzieciaki
- Ultimate Tag
- Duncancville
- The Great North
- 9-1-1: Teksas.

## Ramówka FOX na sezon 2020–2021
11 maja 2020 roku stacja FOX ogłosiła swoją ramówkę na sezon 2020–2021 roku.
|              | 20:00                   | 20:30                   | 21:00                | 21:30                |
| ------------ | ----------------------- | ----------------------- | -------------------- | -------------------- |
| Poniedziałek | L.A.'s Finest           | L.A.'s Finest           | neXt                 | neXt                 |
| Wtorek       | Cosmos: Possible Worlds | Cosmos: Possible Worlds | Filthy Rich          | Filthy Rich          |
| Środa        | The Masked Singer       | The Masked Singer       | MasterChef Junior    | MasterChef Junior    |
| Czwartek     |                         |                         |                      |                      |
| Piątek       | WWE’S Smackdown Live    | WWE’S Smackdown Live    | WWE’S Smackdown Live | WWE’S Smackdown Live |
| Niedziela    | Simpsonowie             | Bless The Harts         | Bob’s Burgers        | Głowa rodziny        |

Seriale przewidziane na midseason

- Ostatni prawdziwy mężczyzna
- Ultimate Tag
- Housebroken
- The Great North
- Duncanville
- Call Me Kat
- 9-1-1
- The Great North
- 9-1-1: Teksas
- Prodigal Son.

## Programy emitowane obecnie

### Dramat

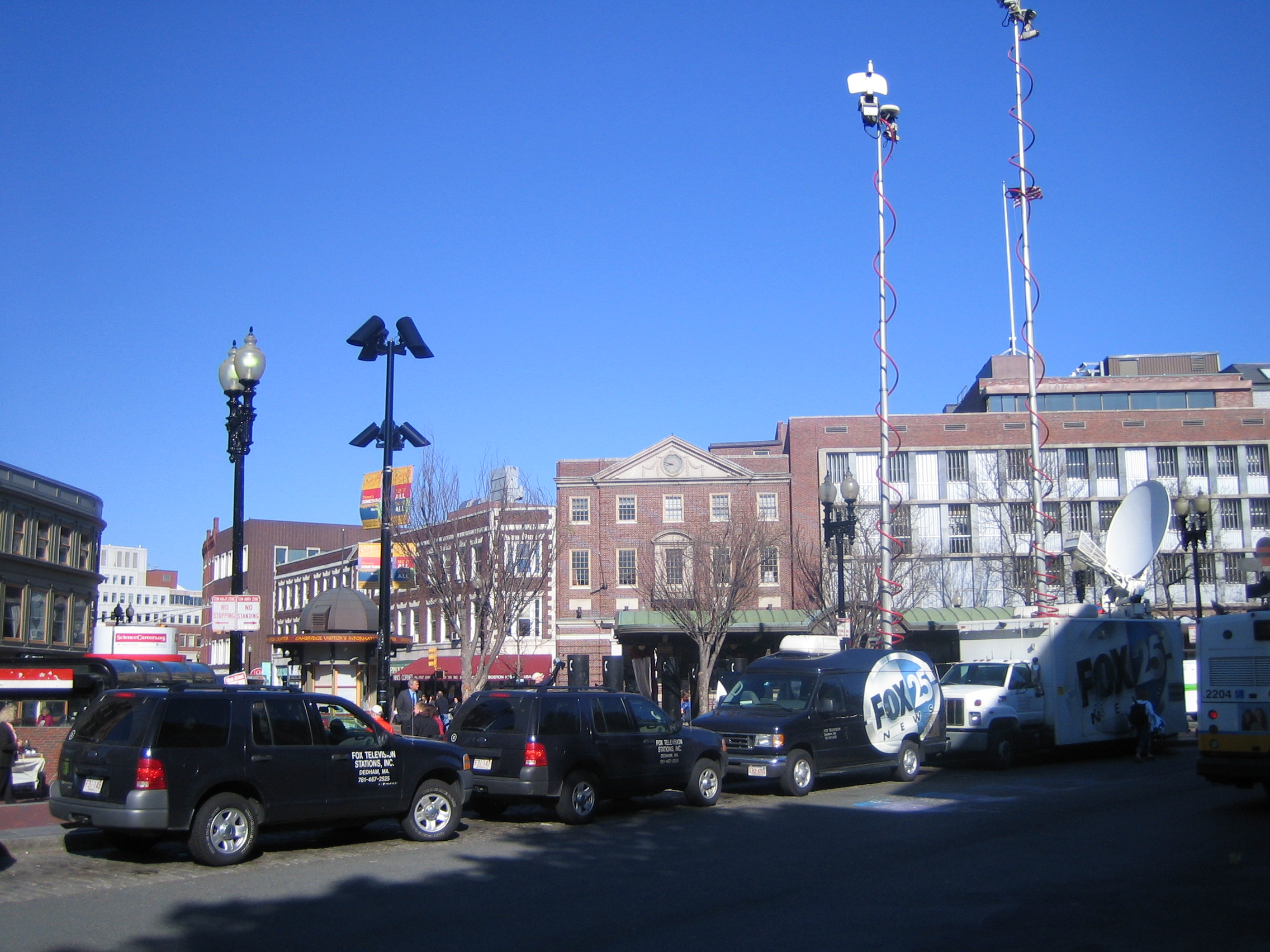
Wozy reporterskie FOX podczas relacji na żywo

| Tytuł         | Tytuł oryginalny | Lata produkcji | Rodzaj                  | Status           |
| ------------- | ---------------- | -------------- | ----------------------- | ---------------- |
| Imperium      | Empire           | 2015 –         | dramat                  | trwający         |
| Orville       | The Orville      | 2017–          | komedio-dramat, fantasy | trwający         |
| Rezydenci     | The Resident     | 2018–          | dramat medyczny         | trwający         |
| 9-1-1         | 911              | 2018–          | dramat                  | trwający         |
| BH90210       | BH90210          | 2019–          | dramat obyczajowy       | sezon premierowy |
| Prodigal Son  | Prodigal Son     | 2019–          | dramat, thriller        | sezon premierowy |
| Almost Family | Almost Family    | 2019–          | dramat obyczajowy       | sezon premierowy |
| neXt          | neXt             | 2020–          | dramat fantasy          | sezon premierowy |
| Deputy        | Deputy           | 2020–          | dramat, western         | sezon premierowy |
| 9-1-1: Teksas | 9-1-1: Lone Star | 2020–          | dramat                  | sezon            |
| Filthy Rich   | Filthy Rich      | 2020–          | dramat                  | sezon premierowy |

### Seriale komediowe
| Tytuł                       | Tytuł oryginalny  | Lata produkcji | Rodzaj                    | Status           |
| --------------------------- | ----------------- | -------------- | ------------------------- | ---------------- |
| Głowa rodziny               | Family Guy        | 1999–          | serial animowany, komedia | trwający         |
| Simpsonowie                 | The Simpsons      | 1989–          | serial animowany, komedia | trwający         |
| Amerykański tata            | American Dad      | 2005–          | anima, sitcom             | trwający         |
| Bob’s Burgers               | Bob’s Burgers     | 2011–          | anima, sitcom             | trwający         |
| Bordertown.                 | Bordertown        | 2015–          | komedia animowana         | trwający         |
| Ostatni prawdziwy mężczyzna | Last Man Standing | 2011–          | komedia                   | trwający         |
| Bless the Harts             | Bless the Harts   | 2019–          | anima, sitcom             | sezon premierowy |
| Genialne dzieciaki          | Outmatched        | 2020–          | komedia                   | sezon premierowy |

### Reality i inne
| Tytuł                      | Tytuł oryginalny           | Lata produkcji | Rodzaj                    | Status           |
| -------------------------- | -------------------------- | -------------- | ------------------------- | ---------------- |
| The OT                     | The OT                     | 1994 –         | sport NFL                 | trwający         |
| American Idol              | American Idol              | 2002 –         | reality show, talent show | trwający         |
| Hell’s Kitchen             | Hell’s Kitchen             | 2005–          | reality show              | trwający         |
| So You Think You Can Dance | So You Think You Can Dance | 2005–          | reality show tańczne      | trwający         |
| Kuchenne koszmary          | Kitchen Nightmares         | 2007–          | reality show              | trwający         |
| MasterChef                 | MasterChef                 | 2010 –         | reality show              | trwający         |
| The X Factor               | The X Factor               | 2011–          | reality show              | trwający         |
| Masterchef Junior          | Masterchef Junior          | 2013 –         | reality show              | sezon premierowy |

### Late Night
- MADtv (1995)
- Talkshow with Spike Ferester (2006)

## Programy emitowane dawniej

### Seriale dramatyczne

#### lata 90. i XX w.
| Tytuł                   | Tytuł oryginalny        | Lata produkcji                              | Liczba sezonów | Liczba odcinków | Gatunek                          |
| ----------------------- | ----------------------- | ------------------------------------------- | -------------- | --------------- | -------------------------------- |
| Melrose Place           | Melrose Place           | 1992–1999                                   | 7              | 226             | opera mydlana, dramat obyczajowy |
| Beverly Hills, 90210    | Beverly Hills, 90210    | 1990–2000                                   | 10             | 296             | dramat obyczajowy                |
| Ryzykowna gra           | Harsh Realm             | 1999–2000                                   | 1              | 9               | science fiction, thriller        |
| A życie kołem się toczy | Time of Your Life       | 1999–2000                                   | 1              | 19              | dramat                           |
| Ich pięcioro            | Party of Five           | 1994–2000                                   | 6              | 142             | dramat                           |
| Millennium              | Millennium              | 1996–1999                                   | 3              | 67              | thriller, horror                 |
| Sliders                 | Sliders                 | Fox (1995–1997), Sci Fi Channel (1998–2000) | 5              | 88              | science fiction dramat           |
| Gwiezdna eskadra        | Space: Above and Beyond | 1995–1996                                   | 1              | 24              | dramat, science-fiction          |
| Dziwny traf             | Strange Luck            | 1995–1996                                   | 1              | 17              | dramat                           |

#### 2001–2010
| Tytuł                           | Tytuł oryginalny                        | Lata produkcji | Liczba sezonów | Liczba odcinków | Gatunek                                          |
| ------------------------------- | --------------------------------------- | -------------- | -------------- | --------------- | ------------------------------------------------ |
| The Good Guys                   | The Good Guys                           | 2010           | 2              | 20              | komedia, kryminał                                |
| Magia kłamstwa                  | Lie to Me                               | 2009–2011      | 3              | 48              | dramat kryminalny                                |
| Lone Star                       | Lone Star                               | 2010           | 1              | 6               | dramat                                           |
| Dollhouse                       | Dollhouse                               | 2009–2010      | 2              | 27              | dramat, thriller psychologiczny, science fiction |
| 24 godziny                      | 24                                      | 2001–2010      | 8              | 192             | sensacyjny, dramat                               |
| Past Life                       | Past Life                               | 2010           | 1              | 7               | dramat, fantazy                                  |
| Mental: Zagadki umysłu          | Mental                                  | 2009           | 1              | 13              | dramat medyczny, obyczajowy                      |
| Skazany na śmierć               | Prison Break                            | 2005–2009      | 4              | 81              | kryminał, thriller, dramat                       |
| Terminator: Kroniki Sary Connor | Terminator: The Sarah Connor Chronicles | 2008–2009      | 2              | 31              | science fiction, dramat                          |
| Na granicy prawa                | Canterbury’s Law                        | 2008           | 1              | 6               | dramat obyczajowy                                |
| K-Ville                         | K-Ville                                 | 2007           | 1              | 11              | dramat                                           |
| Detektyw Amsterdam              | New Amsterdam                           | 2008           | 1              | 8               | dramat policyjny, fanatzy                        |
| Drive                           | Drive                                   | 2007           | 1              | 7               | dramat                                           |
| Justice                         | Justice                                 | 2006           | 1              | 13              | dramat prawniczy                                 |
| Życie na fali                   | The O.C.                                | 2003–2007      | 4              | 92              | dramat obyczajowy                                |
| Impas                           | Standoff                                | 2006–2007      | 1              | 18              | kryminał, dramat                                 |
| Zaginiona                       | Vanished                                | 2006           | 1              | 13              | dramat, thriller                                 |
| Nashville                       | Nashville                               | 2007           | 1              | 6               | opera mydlana                                    |
| The Wedding Bells               | The Wedding Bells                       | 2007           | 1              | 7               | komedio-dramat                                   |
| Reunion                         | Reunion                                 | 2005           | 1              | 13              | dramat                                           |
| Instynkt mordercy               | Killer Instinct                         | 2005           | 1              | 13              | dramat kryminlany                                |
| Miasteczko Point Pleasant       | Point Pleasant                          | 2005           | 1              | 13              | fantasy, dramat, horror                          |
| Gorące Hawaje                   | North Shore                             | 2004–2005      | 1              | 21              | opera mydlana, dramat obyczajowy                 |
| Prawdziwe powołanie             | Tru Calling                             | 2003–2004      | 2              | 27              | dramat, fantazy                                  |
| Boston Public                   | Boston Public                           | 2000–2004      | 4              | 81              | dramat obyczajowy                                |
| Gliniarze bez odznak            | Fastlane                                | 2002–2003      | 1              | 23              | dramat kryminalny                                |
| Firefly                         | Firefly                                 | 2002           | 1              | 14              | dramat                                           |
| John Doe                        | John Doe                                | 2002–2003      | 1              | 21              | dramat, science fiction                          |
| Z Archiwum X                    | The X-Files                             | 1993–2002      | 9              | 202             | science fiction, dramat, thriller                |
| Ally McBeal                     | Ally McBeal                             | 1997–2002      | 5              | 112             | dramat prawniczy                                 |
| Cień anioła                     | Dark Angel                              | 2000–2002      | 2              | 43              | dramat, science fiction                          |
| Pasadena                        | Pasadena                                | 2001           | 1              | 13              | opera mydlana                                    |

#### 2011–2020
| Tytuł                      | Tytuł oryginalny     | Lata produkcji  | Liczba sezonów | Liczba odcinków | Gatunek                            |
| -------------------------- | -------------------- | --------------- | -------------- | --------------- | ---------------------------------- |
| Dowód niewinności          | Proven Innocnet      | 2019            | 1              | 13              | dramat prawniczy                   |
| Przejście                  | The Passage          | 2019            | 1              | 10              | thriller                           |
| The Gifted: Naznaczeni     | The Gifted           | 2017–2019       | 2              | 29              | dramat                             |
| Zabójcza broń              | Lethal Weapon        | 2016–2019       | 3              | 55              | dramat kryminalny                  |
| Star                       | Star                 | 2016–2019       | 3              | 48              | dramat muzyczny                    |
| Gotham                     | Gotham               | 2014–2019       | 6              | 100             | dramat                             |
| Cioteczka Mick             | The Mick             | 2017–2018       | 2              | 37              | dramat                             |
| Lucyfer                    | Lucifer              | 2016 -2018      | 3              | 57              | dramat kryminalny, fantasy         |
| Kości                      | Bones                | 2005–2017       | 12             | 256             | dramat kryminalny                  |
| Miasteczko Wayward Pines   | Wayward Pines        | 2015–2017       | 2              | 20              | dramat                             |
| Egzorcysta                 | The Exorcist         | 2016–2017       | 2              | 20              | dramat, thriller psychologiczny    |
| Jeździec bez głowy         | Sleepy Hollow        | 2013–2017       | 4              | 63              | dramat przygodowy, fantasy         |
| Rosewood                   | Rosewood             | 2015–2017       | 2              | 44              | dramat kryminalny                  |
| Królowe krzyku             | Królowe krzyku       | 2015–2016       | 2              | 23              | dramat, horror                     |
| Houdini and Doyle          | Houdini and Doyle    | 2016            | 1              | 10              | dramat kryminalny                  |
| Zagrywka                   | Pitch                | 2016            | 1              | 10              | dramat sportowy                    |
| APB.                       | APB                  | 2017            | 1              | 12              | dramat policyjny                   |
| 24: Dziedzictwo            | 24: Legacy           | 2017            | 1              | 12              | dramat kryminalny                  |
| Punkt zapalny              | Shot Fired           | 2017            | 1              | 13              | dramat                             |
| Skazany na śmierć          | Prison Break         | 2005–2009, 2017 | 5              | 90              | dramat kryminalny                  |
| Drugie życie               | Second Chance        | 2016            | 1              | 11              | dramat kryminalny, fantasy         |
| Raport mniejszości         | Minority Report      | 2015            | 1              | 10              | dramat kryminalny, fantasy         |
| The Following              | The Following        | 2013–2015       | 3              | 45              | dramat, thriller psychologiczny    |
| Backstrom.                 | Backstrom            | 2015            | 1              | 13              | dramat                             |
| Glee                       | Glee                 | 2009 -2015      | 6              | 121             | komedio-dramat                     |
| Gracepoint                 | Gracepoint           | 2014            | 1              | 10              | dramat kryminalny limitowana seria |
| Bractwo czerwonej opaski   | Red Band Society     | 2014–2015       | 1              | 13              | dramat                             |
| Piętno gangu               | Gang Related         | 2014            | 1              | 13              | dramat                             |
| 24: Jeszcze jeden dzień    | 24: Live Another Day | 2014            | 1              | 13              | dramat, sensacyjny                 |
| Almost Human               | Almost Human         | 2013            | 1              | 13              | dramat kryminalny                  |
| Rake                       | Rake                 | 2014            | 1              | 12              | dramat prawniczy                   |
| Fringe: Na granicy światów | Fringe               | 2008–2013       | 5              | 100             | science fiction, dramat, thriller  |
| Lekarz mafii               | The Mob Doctor       | 2012–2013       | 1              | 13              | dramat medyczny, kryminał          |
| Touch                      | Touch                | 2012–2013       | 2              | 26              | dramat                             |
| Alcatraz                   | Alcatraz             | 2012            | 1              | 13              | science fiction, thriller, dramat  |
| The Finder                 | The Finder           | 2012            | 1              | 13              | dramat, kryminał                   |
| Dr House                   | House                | 2004–2012       | 8              | 177             | dramat medyczny, obyczajowy        |
| Terra Nova                 | Terra Nova           | 2011            | 1              | 13              | dramat, science fiction            |
| The Chicago Code           | The Chicago Code     | 2011            | 1              | 13              | dramat kryminalny                  |
| Człowiek – cel             | Human Target         | 2010–2011       | 2              | 25              | dramat                             |

### Seriale komediowe

#### lata 90. i XX w.
| Tytuł                               | Tytuł oryginalny                    | Lata produkcji | Liczba sezonów | Liczba odcinków | Gatunek                  |
| ----------------------------------- | ----------------------------------- | -------------- | -------------- | --------------- | ------------------------ |
| Luzik Guzik                         | Get Real                            | 1999–2000      | 1              | 22              | komedio-dramat           |
| Action                              | Action                              | 1999           | 1              | 13              | sitcom                   |
| Living Single                       | Living Single                       | 1993–1998      | 5              | 118             | sitcom                   |
| Przybysz                            | The Visitor                         | 1997–1998      | 1              | 13              | sciene fiction           |
| Ned i Stacey                        | Ned & Stacey                        | 1995–1997      | 2              | 35              | sitcom                   |
| Martin                              | Martin                              | 1992–1995      | 5              | 132             | sitcom                   |
| Świat według Bundych                | Married... with Children            | 1987–1997      | 11             | 259             | sitcom                   |
| The George Carlin Show              | The George Carlin Show              | 1994–1995      | 2              | 27              | sitcom                   |
| M.A.N.T.I.S.                        | M.A.N.T.I.S.                        | 1994–1995      | 1              | 22              | science fiction          |
| The Adventures of Brisco County Jr. | The Adventures of Brisco County Jr. | 1993–1994      | 1              | 27              | western, science fiction |
| Herman’s Head                       | Herman’s Head                       | 1991–1994      | 3              | 72              | sitcom                   |
| In Living Color                     | In Living Color                     | 1990–1994      | 5              | 127             | sitcom                   |
| Parker Lewis nigdy nie przegrywa    | Parker Lewis Can’t Lose             | 1990–1993      | 3              | 73              | sitcom                   |
| Get a Life                          | Get a Life                          | 1990–1992      | 2              | 35              | komedia                  |
| Babes                               | Babes                               | 1990–1991      | 1              | 22              | sitcom                   |

#### 2000–2010
| Tytuł                                | Tytuł oryginalny                   | Lata produkcji                              | Liczba sezonów | Liczba odcinków | Gatunek                             |
| ------------------------------------ | ---------------------------------- | ------------------------------------------- | -------------- | --------------- | ----------------------------------- |
| Brothers                             | Brothers                           | 2009                                        | 1              | 13              | sitcom                              |
| Sons of Tucson                       | Sons of Tucson                     | 2010                                        | 1              | 13              | komedia                             |
| Dopóki śmierć nas nie rozłączy       | Til Death                          | 2006–2010                                   | 4              | 81              | sitcom                              |
| Do Not Disturb                       | Do Not Disturb                     | 2008                                        | 1              | 5               | sitcom, komedia                     |
| Bobby kontra wapniaki                | King of the Hill                   | 1997–2010                                   | 13             | 259             | sitcom animowany                    |
| Sit Down, Shut Up                    | Sit Down, Shut Up                  | 2009                                        | 1              | 13              | komedia animowana                   |
| Teraz ty!                            | Back to You                        | 2007–2008                                   | 1              | 17              | sitcom, komedia                     |
| The Return of Jezebel James          | The Return of Jezebel James        | 2008                                        | 1              | 7               | komedia                             |
| Single z odzysku                     | Unhitched                          | 2008                                        | 1              | 6               | sitcom, komedia                     |
| Happy Hour                           | Happy Hour                         | 2006                                        | 1              | 13              | sitcom                              |
| Domowy front                         | The War at Home                    | 2005–2007                                   | 2              | 44              | sitcom                              |
| The Winner                           | The Winner                         | 2007                                        | 1              | 8               | sitcom                              |
| Zwariowany świat Malcolma            | Malcolm in the Middle              | 2000–2006                                   | 7              | 151             | sitcom                              |
| Różowe lata siedemdziesiąte          | That ’70s Show                     | 1998–2006                                   | 8              | 200             | sitcom                              |
| The Bernie Mac Show                  | The Bernie Mac Show                | 2001–2006                                   | 5              | 104             | sitcom                              |
| Oczytana                             | Stacked                            | 2005–2006                                   | 2              | 19              | sitcom                              |
| Pięcioraczki                         | Quintuplets                        | 2004–2005                                   | 1              | 22              | sitcom                              |
| Method & Red                         | Method & Red                       | 2004                                        | 1              | 13              | komedia                             |
| Bogaci bankruci                      | Arrested Developme                 | FOX 2003–2006, Netflix-2013                 | 4              | 68              | sitcom                              |
| Oliver i przyjaciele                 | Oliver Beene                       | 2003–2004                                   | 2              | 24              | komedia                             |
| Wanda at Large                       | Wanda at Large                     | 2003                                        | 2              | 19              | sitcom                              |
| Wonderfalls                          | Wonderfalls                        | 2004                                        | 1              | 13              | komediodramat                       |
| Futurama                             | Futurama                           | Fox (1999–2003), Comedy Central (2008–2013) | 7              | 170             | komedia animowana, science fiction, |
| Andy Richter – władca wszechświata   | Andy Richter Controls the Universe | 2002–2003                                   | 2              | 19              | komedia                             |
| Studenciaki                          | Undeclared                         | 2001–2002                                   | 1              | 17              | sitcom                              |
| Uziemieni                            | Grounded for Life                  | Fox (2001–2003), The WB (2003–2005)         | 5              | 91              | sitcom                              |
| Tragikomiczne wypadki z życia Titusa | Titus                              | 2000–2002                                   | 3              | 54              | sitcom                              |
| The Tick                             | The Tick                           | 2001–2002                                   | 1              | 9               | sitcom                              |

#### 2011–2020
| Tytuł                                | Tytuł oryginalny                        | Lata produkcji | Liczba sezonów | Liczba odcinków | Gatunek       |
| ------------------------------------ | --------------------------------------- | -------------- | -------------- | --------------- | ------------- |
| Agenci paranormalni                  | Ghosted                                 | 2017–2018      | 1              | 16              | komedia       |
| Straszaki                            | The Cool Kids                           | 2018–2019      | 1              | 22              | komedia       |
| Rel                                  | Rel                                     | 2018–2019      | 1              | 12              | komedia       |
| Jess i chłopaki                      | New Girl                                | 2011–2018      | 7              | 147             | komedia       |
| Brooklyn 9-9                         | Brooklyn 9-9                            | 2013–2018      | 5              | 112             | komedia       |
| The Last Man on Earth                | The Last Man on Earth                   | 2015–2018      | 4              | 67              | komedia       |
| LA do Vegas                          | LA to Vegas                             | 2017–2018      | 1              | 15              | komedia       |
| Syn Zorna                            | Son of Zorn                             | 2016–2017      | 1              | 13              | komedia       |
| Jak się robi historię                | Making History                          | 2017           | 1              | 9               | komedia       |
| Prawomocny                           | The Grinder                             | 2015–2016      | 1              | 22              | komedia       |
| Dziadek z przypadku                  | Grandfathered                           | 2015–2016      | 1              | 22              | komedia       |
| Życiowy nieporadnik Coopera Barretta | Cooper Barret’s Guide to Surviving Life | 2016           | 1              | 13              | komedia       |
| Weird Loners                         | Weird Loners                            | 2015           | 1              | 6               | komedia       |
| Mulaney                              | Mulaney                                 | 2014–2015      | 1              | 13              | komedia       |
| Świat według Mindy                   | The Mindy Project                       | 2012–2015      | 3              | 67              | komedia       |
| Dorastająca nadzieja                 | Raising Hope                            | 2010–2014      | 4              | 88              | sitcom        |
| Enlisted                             | Enlisted                                | 2014           | 1              | 9               | komedia       |
| Jak nie zwariować z tatą             | Surviving Jack                          | 2014           | 1              | 7               | komedia       |
| Ojcowie                              | Dads                                    | 2013–2014      | 1              | 18              | sitcom        |
| Ben i Kate                           | Ben and Kate                            | 2012–2013      | 1              | 16              | sitcom        |
| The Cleveland Show                   | The Cleveland Show                      | 2009–2013      | 4              | 88              | anima sitcom  |
| Jak ja nie znoszę mojej córki        | I Hate My Teenage Daughter              | 2011–2013      | 1              | 13              | sitcom        |
| Breaking In                          | Breaking In                             | 2011–2012      | 2              | 20              | komedia       |
| Napoleon Dynamite                    | Napoleon Dynamite                       | 2012           | 1              | 6               | sitcom, anima |
| Mój najlepszy wróg                   | Running Wilde                           | 2010–2011      | 1              | 13              | sitcom        |
| Allen Gregory                        | Allen Gregory                           | 2011           | 1              | 7               | anima sitcom  |
| Rozmowy w korku                      | Traffic Light                           | 2011           | 1              | 13              | sitcom        |

### Reality i inne

#### 2000–2009
| Tytuł                                                   | Tytuł oryginalny                   | Lata produkcji                           | Liczba sezonów | Liczba odcinków | Gatunek      |
| ------------------------------------------------------- | ---------------------------------- | ---------------------------------------- | -------------- | --------------- | ------------ |
| Are You Smarter Than a 5th Grader? (wersja amerykańska) | Are You Smarter Than a 5th Grader? | 2007–2009                                | 3              | 55              | teleturniej  |
| Hole in the Wall (edycja amerykańska)                   | Hole in the Wall                   | 2008–2009 FOX, 2010–2012 Cartoon Network | 5              | 58              | teleturniej  |
| The Next Great American Band                            | The Next Great American Band       | 2007                                     | 1              | 10              | teleturniej  |
| Moment prawdy                                           | The Moment of Truth                | 2008–2009                                | 2              | 23              | teleturniej  |
| Superniania                                             | Nanny 911                          | FOX 2004–2006, CMT 2009–                 | 4              | 60              | reality show |
| Trading Spouses                                         | Trading Spouses                    | 2004–2007                                | 3              | 59              | reality show |
| Proste życie                                            | The Simple Life                    | FOX 2003–2005, E! 2006–2007              | 5              | 55              | reality show |
| Joe Milioner                                            | Joe Millionaire                    | 2003                                     | 1              | 6               | reality      |
| Temptation Island                                       | Temptation Island                  | 2001–2003                                | 3              | 26              | reality show |

#### 2010–2020
| Tytuł                                         | Tytuł oryginalny          | Lata produkcji                    | Ilość sezonów | Liczba odcinków | Gatunek      |
| --------------------------------------------- | ------------------------- | --------------------------------- | ------------- | --------------- | ------------ |
| Secret Millionaire                            | Secret Millionaire        | 2006–2012                         | 10            | 69              | reality show |
| Q'Viva! The Chosen                            | Q’Viva! The Chosen        | 2012                              | 1             | 12              | reality show |
| Million Dollar Money Drop                     | Million Dollar Money Drop | 2010–2011                         | 1             | 12              | teleturniej  |
| America’s Most Wanted                         | America’s Most Wanted     | 1988–2011 FOX, 2011–2012 Lifetime | 25            | 1149            | reality      |
| Mobbed                                        | Mobbed                    | 2010–2013                         | 1             | 11              | reality      |
| Don't Forget the Lyrics! (wersja amerykańska) | Don’t Forget the Lyrics!  | 2007–2011                         | 2             | 57              | teleturniej  |